# Han Gaozu
Der Kaiser Gao von Han (chinesisch 漢高祖 / 汉高祖, Pinyin Hàn Gāozǔ, * 256 v. Chr. oder 247 v. Chr.; † 1. Juni 195 v. Chr.), mit persönlichem Namen Liú Bāng (劉邦 / 刘邦), ferner (vor seiner Regentschaft als Kaiser) Herzog von Pei (沛公,  Pèi Gōng), war von 202 v. Chr. bis zu seinem Tod Kaiser von China und Gründer der Han-Dynastie.

## Leben
Liu Bang stammte aus einfachen Verhältnissen; er war neben Hongwu der einzige chinesische Kaiser, der aus einer Bauernfamilie stammte. Liu Bang war ursprünglich ein kleiner Beamter, der zur Zwangsarbeit Verurteilte transportierte. Als die Aufstände gegen die Qin-Herrschaft ausbrachen, ließ er diese frei und setzte sich an die Spitze. Innerhalb weniger Monate entstanden unter ähnlichen Umständen sechs „Königreiche“, die sich gegen die Qin-Dynastie erhoben. Als formeller Führer der Aufständischen wurde ein altadliger „König Huai von Chu“ anerkannt.
Der mächtigste Anführer war der Adlige Xiang Yu (232–202 v. Chr.) aus Chu im Süden des damaligen Chinas. Liu Bang war ursprünglich mit Xiang Yu verbündet und beide stiegen zu den bedeutendsten Rebellenführern auf, doch kam es schließlich zum Machtkampf zwischen ihnen. Liu Bang erreichte zwar vor Xiang Yu die Qin-Hauptstadt Xianyang in Shaanxi am Wei-Fluss beim heutigen Xi’an, musste aber nach der Entgegennahme der Reichsinsignien der vierfach stärkeren Armee Xiang Yus weichen. Xiang besetzte die Hauptstadt nun zum zweiten Mal, ließ sie ausplündern und zerstören und tötete auch den letzten Qin-Herrscher (206 v. Chr.).
Liu Bang verlegte seine Residenz nach Nanzhong und begnügte sich mit dem Titel „König von Han“, den ihm Xiang Yu verlieh. Noch 206 v. Chr. kam es aber zum offenen Konflikt. Während des später berühmten Banketts von Hongmen sollte auf Liu Bang ein Attentat verübt werden, doch verließ er das Fest unter einem Vorwand und entkam so der Falle. Xiang Yu war Liu Bang zunächst militärisch überlegen, doch machte er bald den Fehler, das damalige Kernland um das Wei-Tal an drei Generäle abzugeben und in seine Heimat Chu zu gehen. Er schuf sich dort ein eigenes Königreich und verteilte den Rest Chinas unter 18 Generälen. Den König Huai von Chu, damals formeller Führer der Aufständischen, ließ er umbringen. Aber die Truppenführer gerieten noch im gleichen Jahr untereinander in Streit, so z. B. erhob sich ein bei den Lehensverteilungen übergangener General namens Tian Rong gegen Xiang Yu.
Bei dieser Gelegenheit setzte sich Liu Bang wieder im Wei-Tal bzw. im ehemaligen Staat Qin fest. Dort war er strategisch gut geschützt und aufgrund der Fruchtbarkeit des Bodens gut versorgt. Während Xiang Yu von einem Kriegsschauplatz zum anderen wechseln musste und trotz überragender militärischer Erfolge seine Armee verschliss, unterstützte Liu Bang dessen Gegner und zog ein Gebiet nach dem anderen an sich. Bei Gaixia wurde Xiang Yu im Jahr 202 v. Chr. eingeschlossen und beging in dieser Situation Suizid. Liu Bang hatte den Machtkampf entschieden und wurde unter dem Titel Taizu bzw. Gaozu Kaiser.
Han-Kaiser Gaozu ließ den Verwaltungsapparat der Qin-Dynastie weiterbestehen und hielt an der Mehrzahl ihrer Gesetze und Verordnungen fest, sogar an dem Bücherverbot. Zumindest wurden Strafrecht und Steuern gemildert. Er stand dem Daoismus nahe und war daher kein Freund des Konfuzius und seiner Lehre, besuchte aber trotzdem einmal dessen Grab und zog den Konfuzianismus zumindest dem Legalismus vor. Im Jahr 200 v. Chr. geriet er auf einem Feldzug gegen die Xiongnu Mao Tuns (209–174 v. Chr.) beinahe in Gefangenschaft, konnte sich aber durch Verhandlungen retten.
Als Gaozu starb, übernahm seine Witwe Lü Zhi († 180/79 v. Chr.) für ihren erst 14-jährigen Sohn die Regentschaft und ermordete den Rest seiner Familie.